# El prisionero (película de 1955)
El prisionero es una película británica de 1955, dirigida por Peter Glenville. Protagonizada por Alec Guinness y Jack Hawkins en los papeles principales.

## Argumento
El argumento se centra en la encarcelación e interrogatorio de un cardenal católico, héroe nacional en la Segunda Guerra Mundial, por parte del nuevo poder establecido de ideología comunista. Está basada en la vida del cárdenal húngaro József Mindszenty.

## Reparto
- Alec Guinness: El cardenal
- Jack Hawkins: El interrogador
- Wilfrid Lawson: El carcelero
- Kenneth Griffith: El secretario
- Jeanette Sterke: La muchacha
- Ronald Lewis: El guardia
- Raymond Huntley: El general
- Mark Dignam: El gobernador
- Gerard Heinz: El doctor

## Premios
- Premio National Board of Review 1955: a la mejor película extranjera.
- Premio Sant Jordi de cine 1961: al mejor actor extranjero (Alec Guiness).